# Fast & Furious Crossroads
Fast & Furious Crossroads (с англ. — «Форсаж: Перекрёстки») — гоночная компьютерная ролевая игра, основанная на франшизе «Форсаж», разработанная Slightly Mad Studios, дочерней студией британского разработчика Codemasters, и изданная Bandai Namco Entertainment. Выпуск игры на Microsoft Windows, PlayStation 4 и Xbox One был запланирован на май 2020 года, но был отложен до 7 августа из-за пандемии COVID-19 и переноса фильма «Форсажа 9». Игра получила в основном негативные отзывы критиков.

## Игровой процесс
Действие Fast & Furious Crossroads разворачивается в разных уголках мира. В игре участвуют главные герои франшизы «Форсаж». В игре представлена новая сюжетная линия и множество видов автомобилей. Помимо сюжетного однопользовательского режима, в игре есть многопользовательский режим.
Хотя большая часть Fast & Furious Crossroads выстроена вокруг гонок, игроки также должны сражаться с врагами, используя установленное на автомобилях оружие, и объезжать ловушки.

## Разработка
Игра была анонсирована во время The Game Awards 2019. Изначально игра планировалась к выпуску в мае 2020 года на Microsoft Windows, PlayStation 4 и Xbox One, после выхода «Форсажа 9» в кинотеатры. Однако пандемия COVID-19 вынудила отложить обе работы. 27 мая 2020 года было объявлено, что игра выйдет 7 августа 2020 года.
Bandai Namco объявила, что к концу апреля 2022 года игра будет снята с продажи на всех платформах.

## Отзывы
| Сводный рейтинг    | Сводный рейтинг                     |
| Агрегатор          | Оценка                              |
| ------------------ | ----------------------------------- |
| Metacritic         | PC: 34/100 PS4: 35/100 XONE: 49/100 |
| Иноязычные издания |                                     |
| Издание            | Оценка                              |
| 4Players           | PC: 42 % PS4: 40%                   |
| Destructoid        | 3/10                                |
| Eurogamer          | Avoid                               |
| Game Informer      | 5/10                                |
| IGN                | 4/10                                |
| Push Square        | 3/10                                |
| Metro              | 2/10                                |

По данным агрегатора обзоров Metacritic, Fast & Furious Crossroads получила «в целом неблагоприятные» отзывы на всех платформах.
Люк Рейли из IGN дал игре 4 балла из 10, описав её как «короткую, неглубокую и удивительно простую — не что иное, как полное разочарование в практически каждом аспекте».